# Juan José de Vértiz y Salcedo
Juan José de Vértiz y Salcedo (Mérida de Yucatán, vice-royauté de Nouvelle-Espagne, dans l’actuel Mexique, 1719 ‒ Madrid, Espagne, 1799) était un militaire et haut fonctionnaire colonial espagnol. 
Après une carrière militaire de plusieurs années en Espagne et en Europe, et quoique d’origine criollo, c'est-à-dire né dans les colonies, il fut désigné en 1770 gouverneur de Buenos Aires et exerça cette fonction jusqu’à la suppression du gouvernorat du Río de la Plata, remplacé en 1776 par la nouvelle vice-royauté du Río de la Plata. Appelé ensuite à occuper lui-même le poste de vice-roi du Río de la Plata de 1778 à 1784, il mena une politique administrative active tendant au développement économique et social du territoire sous sa tutelle. Son mandat sera marqué également par les révoltes indiennes dans le Haut-Pérou, qu’il contribuera à réprimer.

## Biographie

### Ascendances et carrière militaire
Fils de l’Espagnol navarrais Juan José de Vértiz y Hontañón, gouverneur du Yucatán et importante personnalité politique péninsulaire, et de María Ana de Salcedo, Juan José de Vértiz y Salcedo naquit en 1719 dans la ville de Mérida, dans la capitainerie générale de Yucatán, subdivision de la vice-royauté de Nouvelle-Espagne, et appartenait de ce fait à la catégorie des criollos, c'est-à-dire des Espagnols de souche nés dans les colonies.
Parti étudier en Espagne, il suivit une formation militaire et prit part ensuite à plusieurs campagnes militaires engagées alors par l’Espagne, notamment en Italie et en France, et jusque dans l’Empire russe.

### Dernier gouverneur de Buenos Aires
Vértiz y Salcedo fut le dernier à exercer la fonction de gouverneur du Río de la Plata (territoire ressortissant pour lors à la vice-royauté du Pérou), et ce du 4 septembre 1770 au 1er août 1776, date à laquelle fut créée la nouvelle vice-royauté du Río de la Plata.
Il se donna comme priorité, mais sans y parvenir, d’expulser les Portugais hors de la Bande orientale, où ils avaient fondé Colonia del Sacramento. Il instaura un impôt municipal de guerre afin de supporter le coût des milices chargées de défendre les zones de peuplement contre les algarades indiennes. Il fonda, le 10 février 1772, le Collège royal Saint-Charles (Real Colegio de San Carlos, qui deviendra plus tard le Colegio Nacional de Buenos Aires), puis la Casa de Recogidas, refuge pour femmes de mauvaise vie mais repenties, et installa un système d’éclairage urbain.

### Deuxième vice-roi du Río de la Plata
Désigné vice-roi du Río de la Plata le 26 juin 1778, il accomplit une vaste œuvre administrative, développant l’économie régionale, faisant coloniser des terres encore inhabitées du territoire, installant des intendances à travers toute la vice-royauté, et créant les conditions pour que pût être mise en place l’Audiencia royale de Buenos Aires. On lui doit également la fondation, en août 1779, d’un hospice pour enfants trouvés, la Casa de Niños Expósitos. Il est à noter qu’il fut le seul criollo (non péninsulaire) à avoir jamais occupé ce poste.
C’est sous son administration que l’on procéda en 1778, pour la première fois, à un recensement de la population de Buenos Aires, grâce auquel l’on put chiffrer à 24 754 le nombre d’habitants qui peuplaient alors la ville, auxquels il convient d’ajouter les 12 925 personnes des campagnes alentour. Dans le domaine social, il s’efforça de regrouper les différents artisans en corporations, à l’instar du système en vigueur en Europe. Sous son mandat fut aussi créé le premier théâtre de Buenos Aires, La Ranchería.
Il lui échut d’avoir une part importante dans la répression du soulèvement de Túpac Amaru II, qui fut durement écrasé en 1781. De même, il ordonna une prise de corps secrète à l’encontre des principaux meneurs de la rébellion d’Oruro, les faisant conduire à Buenos Aires, capitale de la vice-royauté, pour qu’ils y subissent une longue et éprouvante procédure judiciaire.
En 1784, il sollicita de retourner en Espagne, et, sa requête acceptée, passa le pouvoir au nouveau vice-roi Nicolás del Campo avant de quitter la vice-royauté. 
Il s’éteignit à Madrid en 1799.